# Ossouélé
 (septembre 2019).
Si vous disposez d'ouvrages ou d'articles de référence ou si vous connaissez des sites web de qualité traitant du thème abordé ici, merci de compléter l'article en donnant les références utiles à sa vérifiabilité et en les liant à la section « Notes et références ».
 (septembre 2019).
Ossouélé est un village situé dans le sud-Est du Gabon, dans la province du Haut-Ogooué plus précisément dans le département des Plateaux et à la limite frontalière du Congo Brazzaville. Il se trouve à 85 km de Lekoni (qui est le chef-lieu du département des plateaux) et à 187 km de Franceville la capitale provinciale. Il est délimité au Nord-Est par les villages Djogo et Edjouagoulou, au Sud par les villages Yia et Abila. Les habitants du village Ossouélé sont des batéké.

## Population
Le dernier recensement général de la population et de l’habitat fixait à 254 a population du village ossouélé 2013.  Le village Ossouélé se trouve dans le Canton Louri et reste, en terme démographique, le plus grand  village de ce canton. Il occupe ¼ de la superficie du département et compte quatre villages.
L'exode rural qui touche la plupart des villages de cette contré fait en sorte que les vieillards et les femmes demeurent la population dominante et s’adonnent essentiellement aux activités agricoles. Les femmes sont plus nombreuses avec 26,5%  de la population totale contre 22,3% d’hommes.

## Climat et relief
Le relief du village Ossouele est constitué, à l’Ouest d'une vaste plaine ondulée et à l’Est par les plateaux Batéké. La végétation est celle d’une savane arborée dont les sols sont tropicaux et sablonneuses. Le village jouit d’un climat de type tropical- humide avec une saison sèche (mi-juin à mi-septembre), caractérisé par un vent sec et glacial (l’harmattan) et une saison pluvieuse (octobre- décembre / mars-mai). Le village est baigné par de nombreuses rivières (Louri, Loumou), dont la plus importante est  Lalani qui se jette dans la Leconi et d’un lac ( Odjouba).

## Économie
L’économie des villages repose essentiellement sur l’agriculture, et  la chasse qui sont les principales sources de revenus mais aussi du petit commerce. L’artisanat et l’élevage restent des activités marginales et le potentiel touristique reste inexploité.  L’agriculture permet à la population de vivre que d’une exploitation de subsistance à savoir : le manioc, l’igname, le maïs et la banane. Le village dispose d’une école publique et d’un dispensaire. Le dispensaire se trouve légèrement en retrait par rapport au centre du village, c’est là que s’effectue la plupart des accouchements et où sont fournis les principaux soins médicaux pour la population du village.